# 罗兰·韦齐希
罗兰·韦齐希（德語：Roland Wetzig，1959年7月24日—），德国前男子雪车运动员。他曾代表东德参加1980年和1984年冬季奥林匹克运动会雪车比赛，获得一枚金牌和一枚铜牌。